# Stiefenhofen
Stiefenhofen település Németországban, azon belül Bajorországban. Lakosainak száma 1912 fő (2023. december 31.). Stiefenhofen Grünenbach, Oberstaufen, Oberreute és Weiler-Simmerberg községekkel határos.

## Népesség
A település népessége az elmúlt években az alábbi módon változott:
| Lakosok száma | 1557 | 1439 | 1775 | 1790 | 1811 | 1842 | 1830 | 1857 | 1899 | 1912 |
|               | 1970 | 1975 | 2011 | 2012 | 2014 | 2015 | 2017 | 2019 | 2022 | 2023 |